# Espacio totalmente acotado

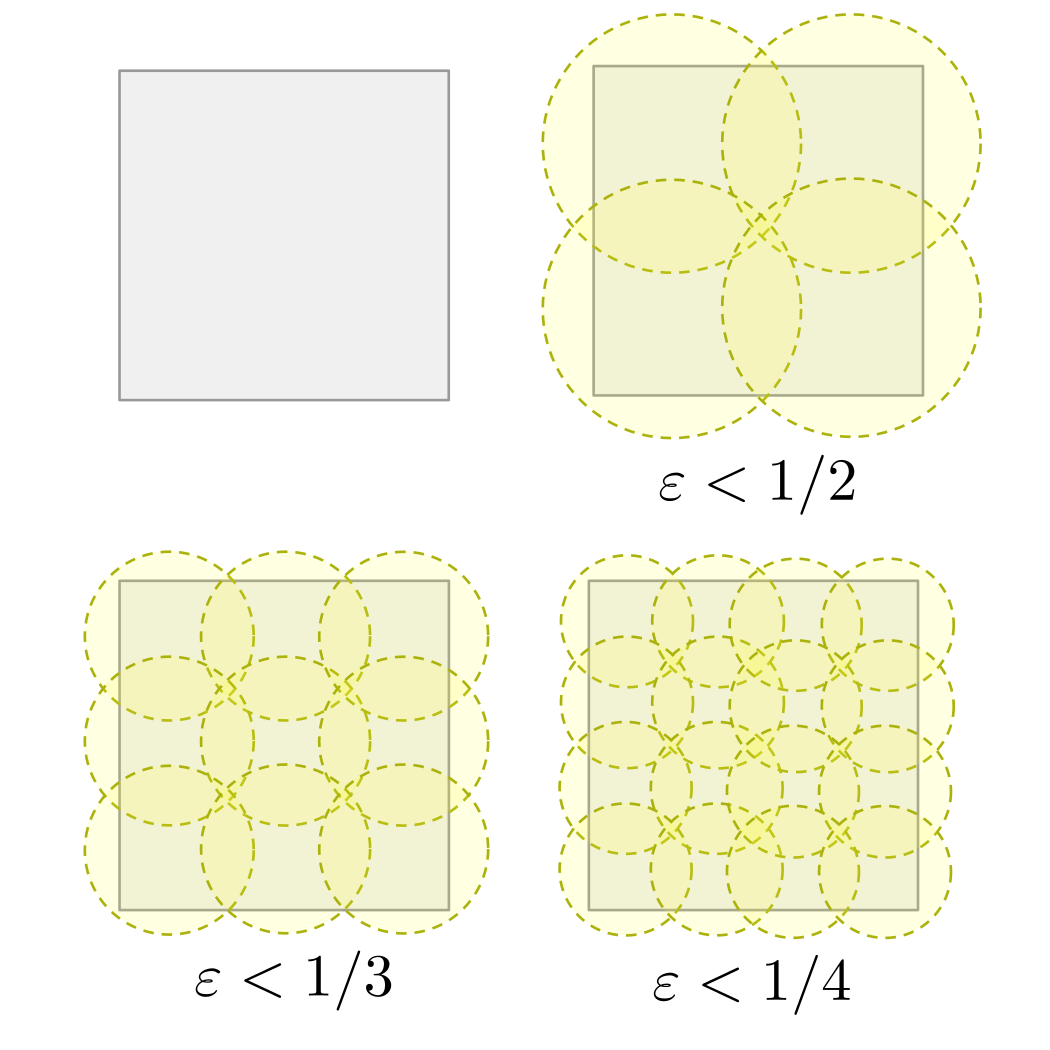
Un cuadrado unitario puede estar recubierto por un número finito de discos de radio ε < 1/2, 1/3, 1/4... Por otro lado, [0, 1]^{2} es un espacio totalmente acotado porque para cada ε > 0, el cuadrado unidad puede estar recubierto por un número finito de discos abiertos de radio ε

En topología y en otras ramas relacionadas de las matemáticas, el término totalmente acotado es una generalización de compacidad para aquellos casos en los que un conjunto no es necesariamente cerrado. Un conjunto totalmente acotado puede ser recubierto mediante finitamente numerosos subconjuntos de cada “tamaño” fijo (donde el significado de “tamaño” depende de la estructura del espacio entorno).
El término precompacto se utiliza a veces con el mismo significado, pero también se emplea para referirse a conjuntos relativamente compactos. Estas definiciones coinciden para subconjuntos de espacios métricos completos, pero no en general.

## En espacios métricos
Un espacio métrico {\displaystyle (M,d)} es totalmente acotado si y solo si para cada número real {\displaystyle \varepsilon >0}, existe una colección finita de bolas de radio {\displaystyle \varepsilon } cuyos centros se encuentran en M y cuya unión contiene a M. De manera equivalente, el espacio métrico M está totalmente acotado si y solo si para cada {\displaystyle \varepsilon >0} existe un recubrimiento tal que el radio de cada elemento del mencionado recubrimiento sea como máximo {\displaystyle \varepsilon }. Esto equivale a la existencia de una red ε finita. Se dice que un espacio métrico está totalmente acotado si toda secuencia admite una subsecuencia de Cauchy. En espacios métricos completos, un conjunto es compacto si y solo si es cerrado y totalmente acotado.
Cada espacio totalmente acotado es acotado (ya que la unión de un número finito de conjuntos acotados está acotada). Lo contrario es cierto para los subconjuntos de un espacio euclídeo (con la topología del subespacio), pero no en general. Por ejemplo, un conjunto infinito equipado con la métrica discreta está acotado pero no totalmente acotado: cada bola discreta de radio {\displaystyle \varepsilon =1/2} o menos es un elemento individual, y ninguna unión finita de elementos individuales puede cubrir un conjunto infinito.

### Espacios uniformes (topológicos)
Aparece una métrica en la definición de acotación total solo para garantizar que cada elemento del recubrimiento finito tenga un tamaño comparable y pueda reducirse al de una estructura uniforme. Un subconjunto S de un espacio uniforme X está totalmente acotado si y solo si, para cualquier acompañamiento E, existe un recubrimiento finito de S por subconjuntos de X, cada uno de cuyos productos cartesianos es un subconjunto de E. En otras palabras, E reemplaza el "tamaño" ε, y un subconjunto es de tamaño E si su cuadrado cartesiano es un subconjunto de E.
La definición puede extenderse aún más, a cualquier categoría de espacios con una noción de compacidad y completitud de Cauchy: un espacio está totalmente acotado si y solo si su completación (de Cauchy) es compacta.

## Ejemplos y propiedades elementales
- Cada espacio compacto está totalmente acotado, siempre que se haya definido el concepto.
- Todo conjunto totalmente acotado está acotado.
- Un subconjunto de la recta real, o más generalmente de un espacio euclídeo de dimensión finita, está totalmente acotado si y solo si está acotado.[5][3]
- La 1-esfera en un espacio de Hilbert (o más generalmente, en un espacio de Banach), está totalmente acotada (en la topología normal) si y solo si el espacio tiene dimensión finita.
- Las funciones acotadas equicontinuas en un conjunto compacto son precompactas en topología uniforme, de acuerdo con el teorema de Arzelá-Ascoli.
- Un espacio métrico es separable si y solo si es homeomórfico para un espacio métrico totalmente acotado.[3]
- El cierre de un subconjunto totalmente acotado vuelve a ser totalmente acotado.[6]

### Comparación con conjuntos compactos
En espacios métricos, un conjunto es compacto si y solo si es completo y totalmente acotado. Sin un axioma de elección, solo se cumple la dirección hacia adelante. Los conjuntos precompactos comparten varias propiedades con los conjuntos compactos.
- Al igual que los conjuntos compactos, una unión finita de conjuntos totalmente acotados es totalmente acotada.
- A diferencia de los conjuntos compactos, cada subconjunto de un conjunto totalmente acotado vuelve a estar totalmente acotado.
- La imagen continua de un conjunto compacto es compacta. La imagen uniformemente continua de un conjunto precompacto es precompacta.

## En grupos topológicos
Aunque la noción de acotación total está estrechamente ligada a los espacios métricos, la mayor estructura algebraica de los grupos topológicos permite intercambiar algo de las propiedades de separación. Por ejemplo, en espacios métricos, un conjunto es compacto si y solo si es completo y totalmente acotado. Según la siguiente definición, lo mismo se aplica a cualquier espacio vectorial topológico (no necesariamente de Hausdorff ni completo).
La forma general lígica de la definición es: un subconjunto {\displaystyle S} de un espacio {\displaystyle X} está totalmente acotado si y solo si, dado {\displaystyle E} de cualquier tamaño, siempre existe un recubrimiento finito {\displaystyle {\mathcal {O}}} de {\displaystyle S} tal que cada elemento de {\displaystyle {\mathcal {O}}} tenga un tamaño como máximo {\displaystyle E.} {\displaystyle X} entonces está totalmente acotado si y solo si está totalmente acotado cuando se lo considera como un subconjunto de sí mismo.
Se adopta la convención de que, para cualquier entorno {\displaystyle U\subseteq X} de la identidad, un subconjunto {\displaystyle S\subseteq X} se llama {\displaystyle U}-pequeño (al lado izquierdo) si y solo si {\displaystyle (-S)+S\subseteq U.}
Un subconjunto {\displaystyle S} de un grupo topológico {\displaystyle X} es totalmente acotado (al lado izquierdo) si satisface cualquiera de las siguientes condiciones equivalentes:
1. Definición: Para cualquier entorno {\displaystyle U} de la identidad {\displaystyle 0,} existe un número finito de {\displaystyle x_{1},\ldots ,x_{n}\in X} tales que {\textstyle S\subseteq \bigcup _{j=1}^{n}\left(x_{j}+U\right):=\left(x_{1}+U\right)+\cdots +\left(x_{n}+U\right).}
2. Para cualquier entorno {\displaystyle U} de {\displaystyle 0,} existe un subconjunto finito {\displaystyle F\subseteq X} tal que {\displaystyle S\subseteq F+U} (donde el lado derecho es la suma de Minkowski {\displaystyle F+U:=\{f+u:f\in F,u\in U\}}).
3. Para cualquier vecindad {\displaystyle U} de {\displaystyle 0,} existen un número finito de subconjuntos {\displaystyle B_{1},\ldots ,B_{n}} de {\displaystyle X} tales que {\displaystyle S\subseteq B_{1}\cup \cdots \cup B_{n}} y cada {\displaystyle B_{j}} es {\displaystyle U}-pequeño.[6]
4. Para cualquier subbase de filtros {\displaystyle {\mathcal {B}}} dada de la base de entornos {\displaystyle {\mathcal {N}}} del elemento identidad (que consta de todos los entornos de {\displaystyle 0} en {\displaystyle X}) y para cada {\displaystyle B\in {\mathcal {B}},} existe una cobertura de {\displaystyle S} por un número finito de subconjuntos pequeños de {\displaystyle B} de {\displaystyle X.}[6]
5. {\displaystyle S} es acotado de Cauchy: para cada vecindad {\displaystyle U} de la identidad y cada subconjunto infinito numerable {\displaystyle I} de {\displaystyle S,} existe {\displaystyle x,y\in I} distintos tales que {\displaystyle x-y\in U.}[6] (si {\displaystyle S} es finito, entonces esta condición se satisface vacuamente).
6. Cualquiera de los siguientes tres conjuntos satisface (cualquiera de las definiciones anteriores de) estar totalmente acotado (a la izquierda):
  1.  La clausura {\displaystyle {\overline {S}}=\operatorname {cl} _{X}S} de {\displaystyle S} en {\displaystyle X.}[6]
    - El hecho de que este conjunto esté en la lista significa que se cumple la siguiente caracterización: {\displaystyle S} está totalmente acotado (a la izquierda) si y solo si {\displaystyle \operatorname {cl} _{X}S} está totalmente acotado (a la izquierda) (de acuerdo con cualquiera de las condiciones definitorias mencionadas anteriormente). La misma caracterización se aplica a los demás conjuntos que se enumeran a continuación.

  2.  La imagen de {\displaystyle S} bajo el cociente canónico {\displaystyle X\to X/{\overline {\{0\}}},} que está definido por {\displaystyle x\mapsto x+{\overline {\{0\}}}} (donde {\displaystyle 0} es el elemento identidad). 
  3.  La suma {\displaystyle S+\operatorname {cl} _{X}\{0\}.}[9]

El término precompacto suele aparecer en el contexto de los espacios vectoriales topológicos de Hausdorff.
En ese caso, las siguientes condiciones también son equivalentes a que {\displaystyle S} esté totalmente acotado (a la izquierda):
1. En la completación {\displaystyle {\widehat {X}}} de {\displaystyle X,} el cierre {\displaystyle \operatorname {cl} _{\widehat {X}}S} de {\displaystyle S} es compacto.[10][12]
2. Cada ultrafiltro en {\displaystyle S} es un filtro de Cauchy.

La definición de totalmente acotado a la derecha es análoga: simplemente cambia el orden de los productos.
La condición 4 implica que cualquier subconjunto de {\displaystyle \operatorname {cl} _{X}\{0\}} está totalmente acotado (de hecho, que sea compacto; consúltese Comparación con conjuntos compactos más arriba). Si {\displaystyle X} no es de Hausdorff, entonces, por ejemplo, {\displaystyle \{0\}} es un conjunto completo compacto que no está cerrado.

### Espacios vectoriales topológicos
Cualquier espacio vectorial topológico es un grupo topológico abeliano bajo la suma, por lo que se aplican las condiciones anteriores. Históricamente, la definición 1(b) fue la primera reformulación de la acotación total para espacios vectoriales topológicos, y data de un artículo publicado por John von Neumann en 1935.
Esta definición tiene la atractiva propiedad de que, en un espacio localmente convexo dotado con una topología débil, los conjuntos precompactos son exactamente conjuntos acotados.
Para espacios de Banach separables, existe una buena caracterización de los conjuntos precompactos (en la topología normal) en términos de sucesiones de funcionales débilmente convergentes: si {\displaystyle X} es un espacio de Banach separable, entonces {\displaystyle S\subseteq X} es precompacto si y solo si cada sucesión de funcionales débilmente convergente converge uniformemente en {\displaystyle S.}

#### Interacción con la convexidad
- La envolvente equilibrada de un subconjunto totalmente acotado de un espacio vectorial topológico vuelve a estar totalmente acotada.[6][15]
- La suma de Minkowski de dos conjuntos compactos (totalmente acotados) es compacta (respectivamente, totalmente acotada).
- En un espacio localmente convexo (de Hausdorff), la envolvente convexa y la envolvente con forma de disco de un conjunto totalmente acotado {\displaystyle K} están totalmente acotadas si y solo si {\displaystyle K} es completo.[16]